# Reliant Robin

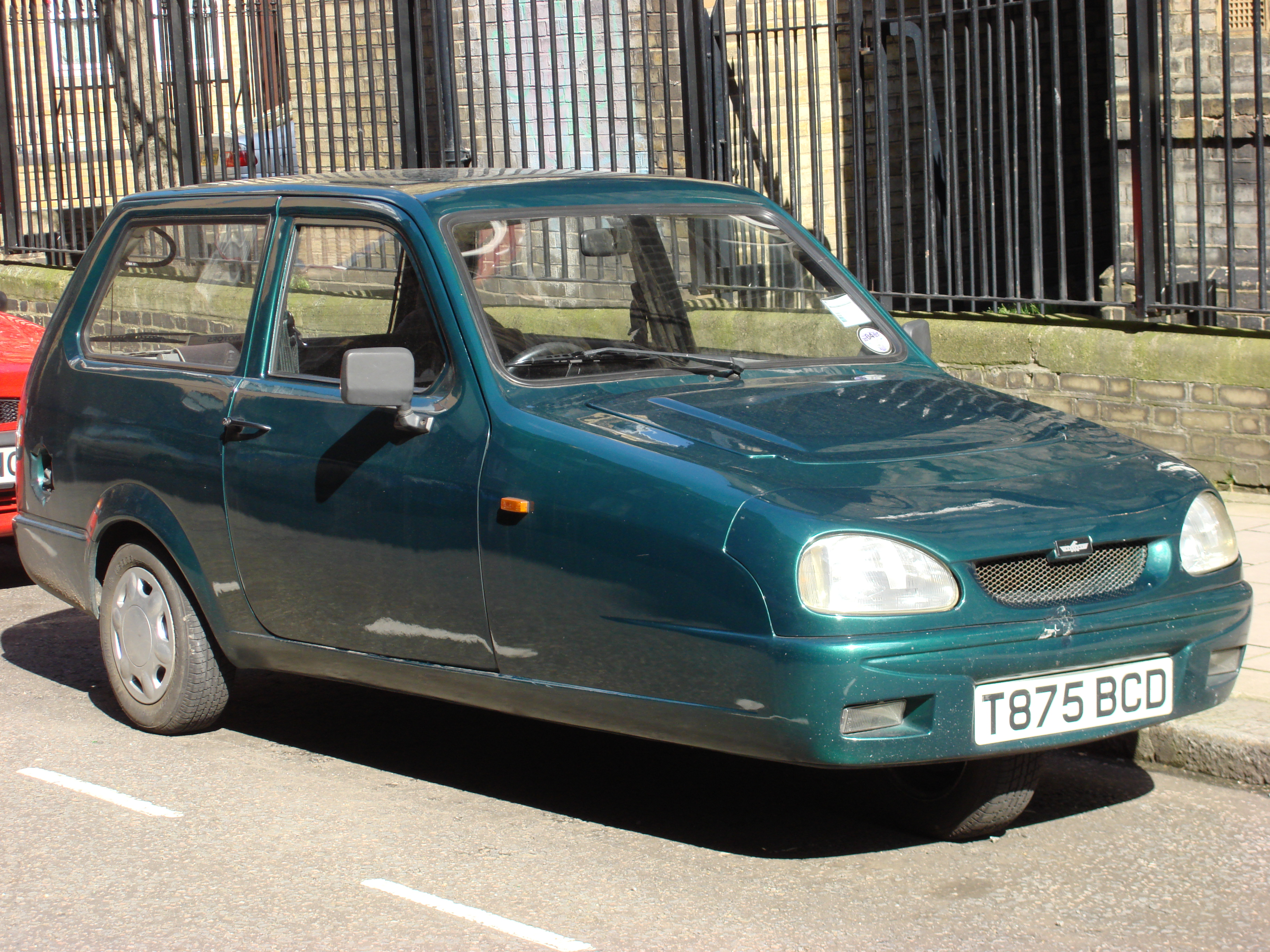
Reliant Robin

Reliant Robin é um carro de 3 rodas (podendo, por isso ser considerado um triciclo) fabricado pela Reliant Motor Company, localizada em Tamworth, Inglaterra.
Conseguiu uma enorme legião de fãs nos anos 70 e pesava apenas 450 quilos.
O Reliant Robin é contituido por apenas 3 rodas, 2 rodas atrás e 1 na parte da frente.
A ideia original era enquadrá-lo na categoria de motociclos, a fim de se pagar menos impostos. Com um custo baixo, o carro vendeu um número razoável de exemplares.

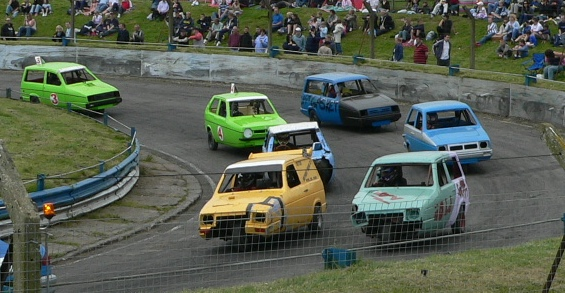
Reliant Robin's Race 2005.

## Curiosidades
- Na Inglaterra, existe uma corrida só com Reliant Robins (Reliant Robin's Race). É comum vê-los capotando, devido a instabilidade do veículo.[3]